# OPAC
OPAC (engl. Online Public Access Catalogue), računalni knjižnični katalog namijenjen javnosti. Korisnicima je dostupan s bilo kojeg računala koje je umreženo. Do katalog se pristupa jednostavnim grafičkim sučeljem i za naći tražene podatke korisniku ne treba posrednik. Od sedamdesetih godina 20. stoljeća knjižnice su prenosile svoje kataloge s listića u računalne podatkovne baze. Tad su nastali prvi OPAC-i. '80-ih su već dostupni preko web sučelja zbog čega ih se danas katkad naziva WebPAC. Pored brže pretraživosti i izostanka posrednika, razlikuju se i sadržajem od kataloga na listićima. Više je pretraživih elemenata, bilo po mogućnosti izravne posudbe, bilo po rezervaciji jedinice građe. Sve je češća pojava kod suvremenih OPAC-a da korisnicima omogućuju pored bibliografskog zapisa dobiti i cjeloviti tekst djela koje je tražio.
Zbog toga što katalogizatori i krajnji korisnici diljem svijeta upotrebljavaju online kataloge, još je više narasla potreba za međunarodnim kataložnim načelima.